# アデラ・フォン・マイセン
アデラ・フォン・マイセン（Adela von Meißen, ? - 1181年10月23日）は、デンマーク王スヴェン3世の王妃。マイセン辺境伯コンラート1世とリウトガルト・フォン・ラーフェンシュタインの間の娘である。

## 生涯
アデラはマイセンで生まれた。1152年にデンマーク王スヴェン3世と結婚した。王妃アデラは人気がなく、夫スヴェン3世がドイツの慣習を好みデンマークの慣習をやめるよう影響を与えたとして批判された。
1157年にスヴェン3世が死去した後、アデラはアスカニア家のバレンシュテット伯アーダルベルト3世と再婚した。

## 子女
スヴェン3世との間に2子をもうけた。
- 男子 - 早世
- ルイトガート - イストリアおよびクライン辺境伯ベルトルト3世と結婚

アーダルベルト3世との間に1女をもうけた。
- ゲルトルート - ヴァルター・フォン・アルンシュタインと結婚